# Jean-Marie Derscheid

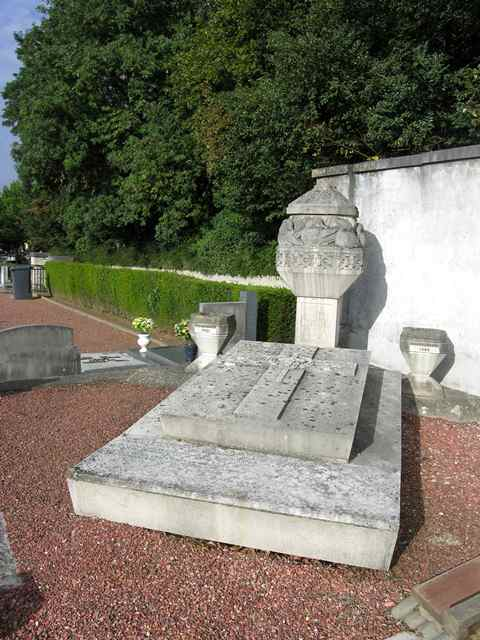
Begraafplaats Sterrebeek, Zaventem, familiegraf Derscheid

Jean-Marie-Eugène-Léon-Charles Derscheid (Sterrebeek, 19 mei 1901 - Berlijn, 13 maart 1944) was een Belgisch hoogleraar zoölogie (ornithologie) aan de Koloniale Hogeschool van België. Hij was tevens de eerste directeur van het Albert Nationaal Park en van het Office international de documentation et de correlation pour la protection de la nature. Vanwege zijn verzetsactiviteiten in de Tweede Wereldoorlog is hij door de Duitsers gearresteerd en omgebracht.

## Studies
Tussen 1919 en 1922 studeerde hij aan de universiteit van Brussel. In 1922 verdedigde Jean-Marie Derscheid zijn doctoraalwerk, Morphologie du squelette céphalique des oiseaux. In 1933 publiceerde hij, samen met dr. H.-T. Graim, het omvangrijke Synopsis des principales measures législatives concernant la protection des oiseaux. Ook tussen 1934 en 1940 verrichtte hij diverse ornithologische studies.

## Natuurbescherming
Vanaf 1925 raakte Derscheid betrokken bij natuurbeschermingsvraagstukken. Geïnspireerd door Jean Massart en Paul Sarasin werkte hij aan de vorming van het Centre international de documentation et de correlation pour la protection de la nature, de latere IUCN, samen met Pieter van Tienhoven en professor Michel Siedliecki. Vervolgens kreeg hij bemoeienis met de vorming van een natuurreservaat in Belgisch-Congo. Nadat in 1930 het Parc National Albert officieel was geopend werd Jean-Marie Derscheid directeur.

## Oorlog
Derscheid was gedurende de Tweede Wereldoorlog actief in het verzet. Nadat hij (in 1941) door de Duitsers werd opgepakt is hij geïnterneerd geweest in verschillende gevangenissen en kampen. Uiteindelijk belandde hij in Berlijn, waar hij in 1944 is omgebracht. Nadien is hij als verzetsheld geëerd. In Zaventem is als eerbetoon een park naar hem vernoemd. Ook kwam er in 1952 een familiegraf op begraafplaats Sterrebeek in Zaventem.
- Gemeinsame Normdatei: 124802079
- International Standard Name Identifier: 0000 0000 1869 0805
- Library of Congress Control Number: no2015149657
- Virtual International Authority File: 30480569
- WorldCat: E39PBJtX8wPj67H4XYdR7JbyBP